# رابطة كرة القدم الفرنسية للمحترفين
رابطة كرة القدم الفرنسية للمحترفين (بالفرنسية: Ligue de Football Professionnel)‏ هي هيئة رياضية فرنسية تدير بطولات دوري كرة القدم الاحترافية الكبرى في فرنسا. تأسست عام 1944 وتخضع لسلطة الاتحاد الفرنسي لكرة القدم. الرئيس الحالي للدوري هو فينسان لابرون. يقع مقرها في باريس.

## تاريخ
يعود تاريخ الدوري الفرنسي للمحترفين إلى ما قبل الحرب العالمية الثانية عندما كان الدافع الأساسي للجنة هو ضمان قيام الأندية في فرنسا بدفع أجور اللاعبين. كان رئيس السلف الأوائل للدوري هو إيمانويل غامبارديلا [الإنجليزية]. كانت هناك أيضًا لجنة أخرى تراقب الأندية المحترفة ووضع اللاعبين المحترفين خلال هذا الوقت وكان يرأسها غابرييل هانوت الذي كان مسؤولاً لاحقًا عن إنشاء كأس أوروبا المعروف اليوم باسم دوري أبطال أوروبا. في عصر فرنسا الفيشية، ألغي الاحتراف في فرنسا، مما اضطر الأندية إلى تشكيل بطولات دوري إقليمية للهواة لا تحظى بشعبية. في ظل التسلسل الهرمي الحالي لرابطة كرة القدم الفرنسية للمحترفين، فإن الأعوام 1939-1945 مفقودة.
بعد انتهاء الحرب، ترددت العديد من الأندية في متابعة مبادرات الاتحاد الفرنسي لكرة القدم لاعتقادهم أن الاتحاد لم يكن يفكر في مصلحتهم، وبدلاً من ذلك، اختاروا الانضمام إلى مبادرة قام بها غامبارديلا تسمى دوري مجموعة الأندية المعتمدة Groupement des club( autorisés). في 27 أكتوبر 1944، تأسست الرابطة الوطنية لكرة القدم (الدوري الوطني لكرة القدم) رسميًا وتم تنصيب غامبارديلا كأول رئيس للمنظمة. غير الدوري اسمه مرة أخرى إلى دوري مجموعة الأندية المعتمدة (Groupement des club autorisés) بعد فترة وجيزة واحتفظ بالاسم حتى عام 1970 قبل أن يعود إلى الدوري الوطني لكرة القدم. في عام 2002 غير الدوري اسمه إلى الدوري الفرنسي للمحترفين.

## وصلات خارجية
- Official LFP site باللغة الفرنسية
- Official LFP site باللغة الإنجليزية